# Dicranomyia (Dicranomyia) labecula
Dicranomyia (Dicranomyia) labecula is een tweevleugelige uit de familie steltmuggen (Limoniidae). De soort komt voor in het Neotropisch gebied.